# Горихвістка короткокрила
Горихвістка короткокрила (Luscinia phaenicuroides) — вид горобцеподібних птахів родини мухоловкових (Muscicapidae). Мешкає в Гімалаях і горах Китаю. Раніше цей вид відносили до монотипового роду Hodgsonius, однак за результатами молекулярно-філогенетичного дослідження 2010 року він був переведений до роду Соловейко (Luscinia).

## Опис

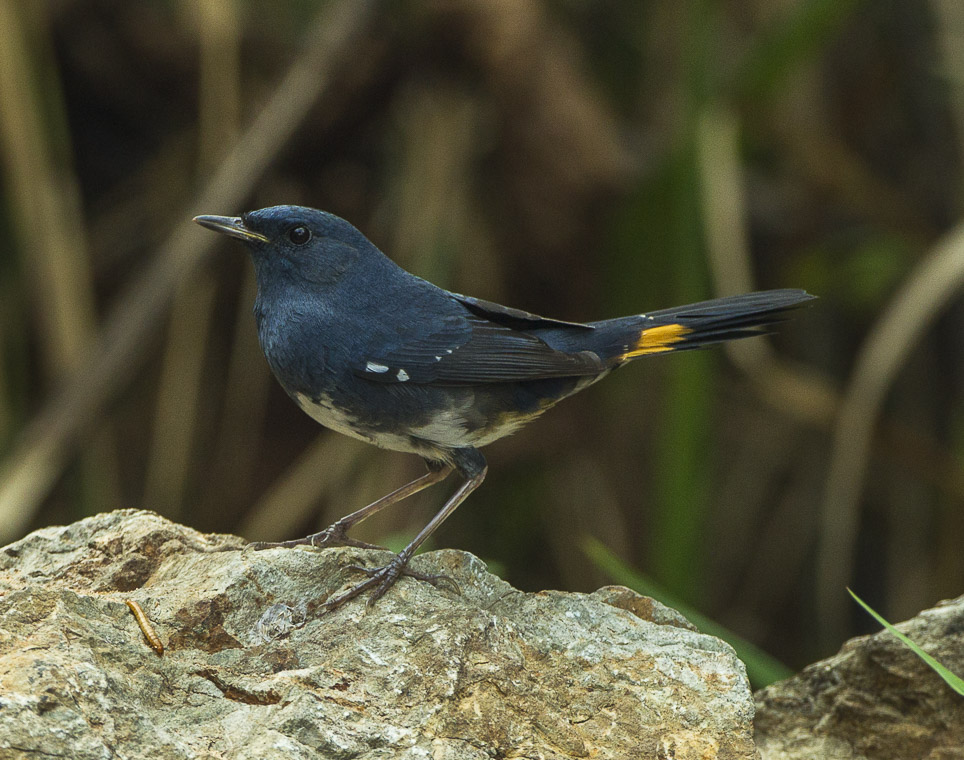
Самець короткокрилої горихвістки

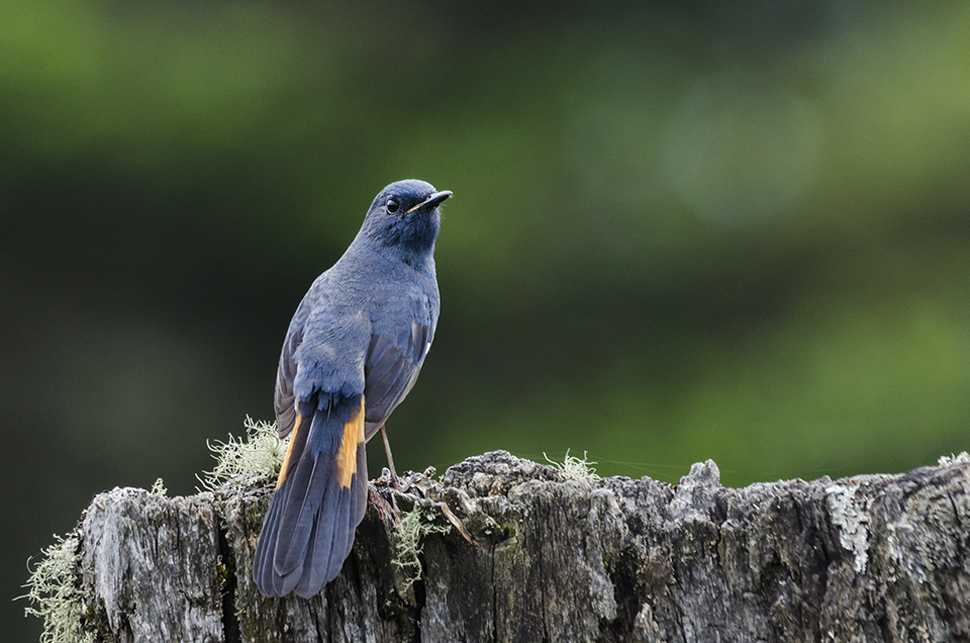
Самець короткокрилої горихвістки

Довжина птаха становить 18 см. Самці мають переважно темно-синє забарвлення, живіт у них білий, на крилах білі плямки, гузка оражево-бура. Хвіст довгий, загострений, з боків рудий. Птахи часто тримають його розкритим і направленим догори. Самиці мають переважно коричневе забарвлення, горло і живіт у них білі. 

## Підвиди
Виділяють два підвиди:
- L. p. phaenicuroides (Gray, JE & Gray, GR, 1847) — Гімалаї (від Пакистана до західної М'янми);
- L. p. ichangensis (Baker, ECS, 1922) — від північно-східної і східної М'янми до центрального Китаю і північного Індокитаю.

## Поширення і екологія
Короткокрилі горихвістки мешкають в Пакистані, Індії, Непалі, Бутані, Китаї, М'янмі, Таїланді, В'єтнамі і Лаосі. Вони гніздяться в субальнійських заростях, а зимують на більш низьких висотах, на узліссях гірських лісів, а густому підліску. Живляться комахами і ягодами. якихї гукають на землі. Гніздяться з березня по липень. Гніздо глибоке, чашоподібне, робиться з трави, опалого листя і корінців, розміщується низько в чагарниках. В кладці від 2 до 4 темно-синіх або темно-синьо-зелених яєць. За сезон може вилупитися два виводки.